# Aesculus indica
Aesculus indica là một loài thực vật có hoa trong họ Bồ hòn. Loài này được (Wall. ex Camb.) Hook. mô tả khoa học đầu tiên năm 1859.

## Hình ảnh

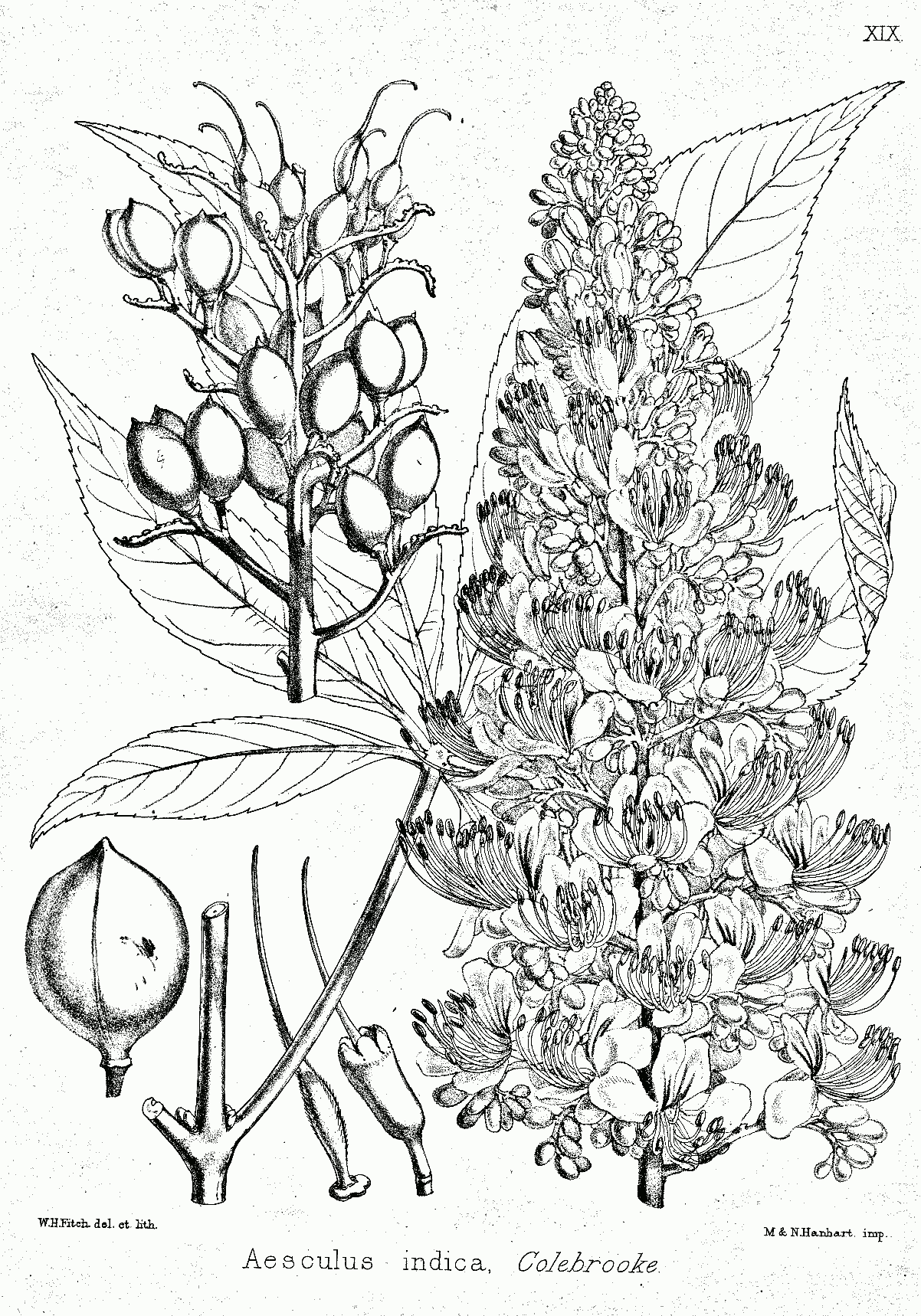
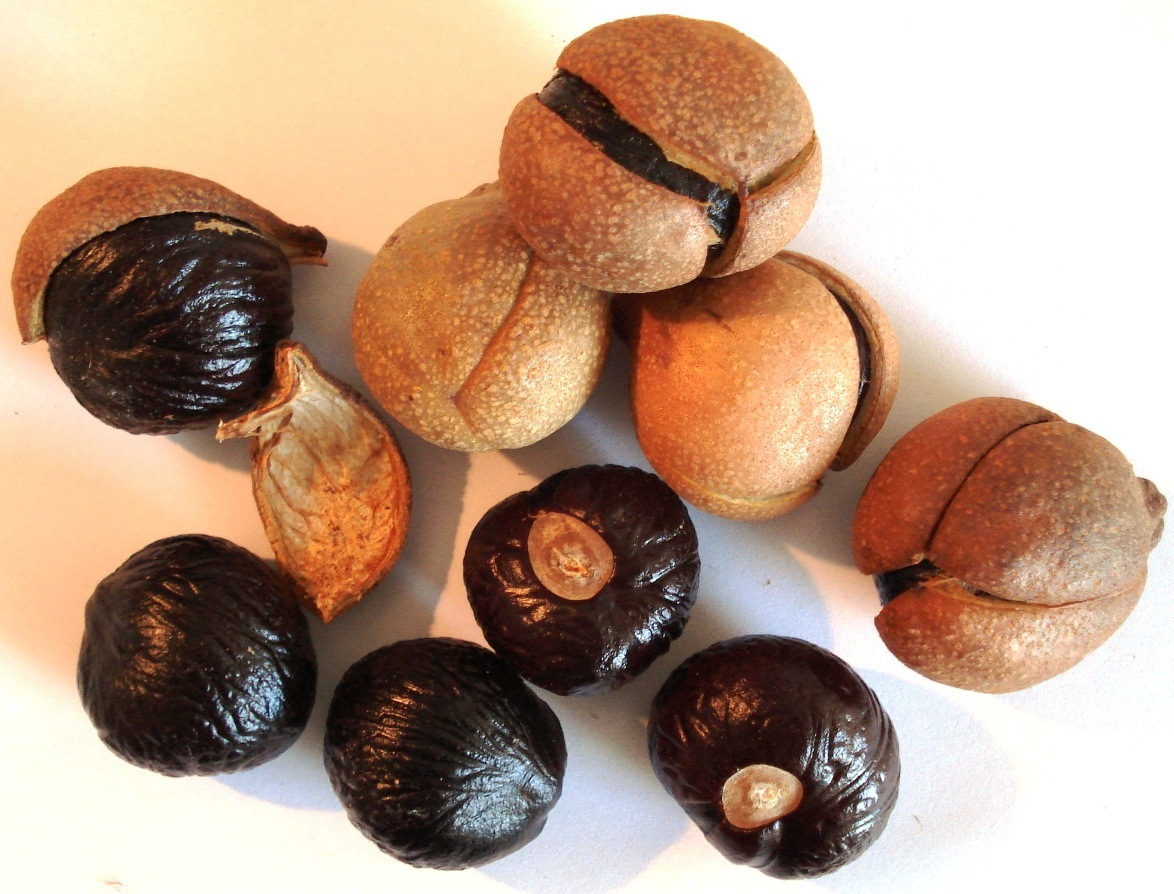
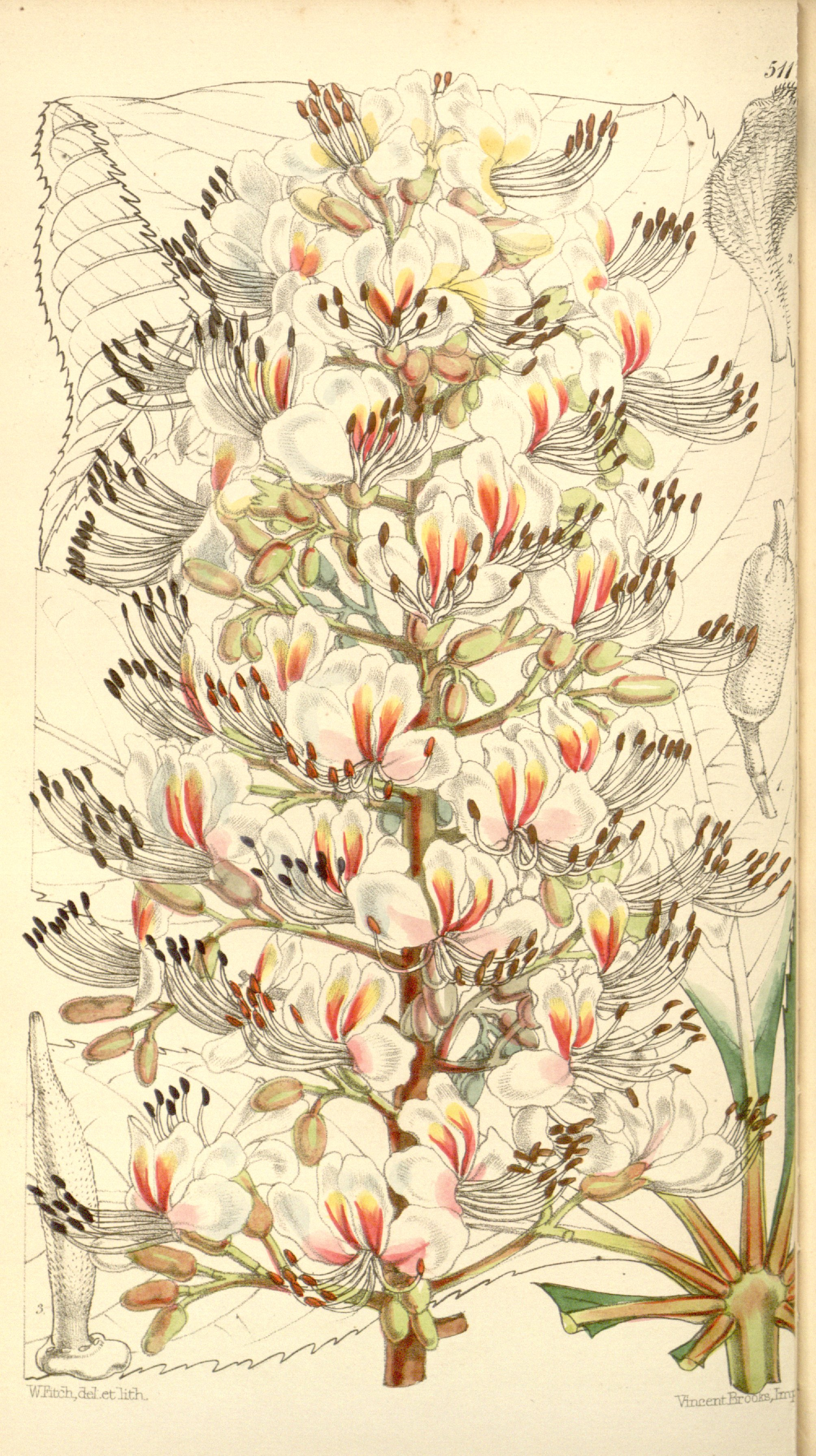
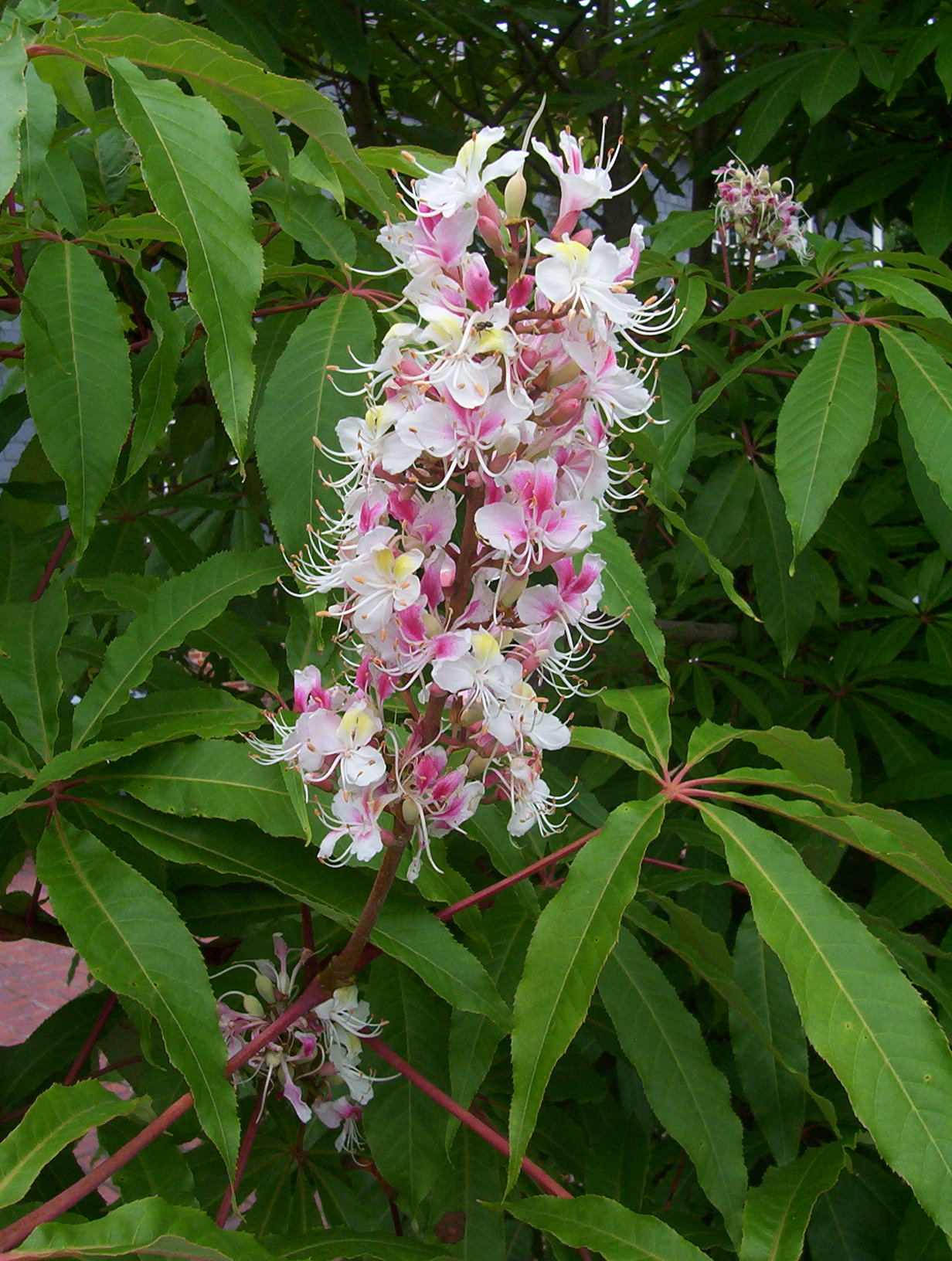